# Ordinul Național „Serviciul Credincios”
Ordinul Național „Serviciul Credincios” este un ordin onorific al României. A fost creat inițial în 1878 ca Medalia națională "Serviciul Credincios", în timpul domniei lui Carol I. În 1906 la medalie a fost adăugată Crucea Națională „Serviciul Credincios”. În timpul regelui Carol al II-lea, în 1932, ordinul a fost înființat, inițial doar cu trei grade: mare cruce, mare ofițer și comandor și a fost plasat ierarhic deasupra “Stelei României”. Pe 18 februarie 1937 Ordinului i s-a adăugat gradul de colan și cel de ofițer. Crucea și medalia cu același nume și-au modificat forma, fiind organizate fiecare pe câte trei clase. Între 1940 și 1948, fără a fi desființat ordinul, a fost decernată doar medalia. În 1948 ordinul a fost desființat de autoritățile comuniste, împreună cu celelalte decorații ale Casei Regale. Ordinul „Serviciul Credincios” a fost reînființat pe 31 martie 2000, alături de Medalia națională „Serviciul Credincios” și Crucea Națională „Serviciul Credincios”. Decorația actuală are mici diferențe față de versiunea din 1932: ordinul este plasat ierarhic sub „Steaua României”; el are cele cinci grade „clasice” (mare cruce, mare ofițer, comandor, ofițer și cavaler), lipsindu-i gradul de colan și având în plus gradul de cavaler. Are însemne deosebite pentru civili și militari, precum și de război.

## Grade
Ordinul are cinci grade: mare cruce, mare ofițer, comandor, ofițer și cavaler. Numărul cetățenilor români care pot primi acest ordin este fixat la 5.550, fiind repartizați astfel:
- mari cruci: 120 pentru civili și 30 pentru militari;
- mari ofițeri: 240 pentru civili și 60 pentru militari;
- comandori: 480 pentru civili și 120 pentru militari;
- ofițeri: 1.200 pentru civili și 300 pentru militari;
- cavaleri: 2.400 pentru civili și 600 pentru militari.

Toți cavalerii Ordinului “Serviciul Credincios” sunt asimilați gradelor din armată și primesc onorurile militare cuvenite, astfel:
- gradul de cavaler al Ordinului este asimilat gradului de locotenent;
- gradul de ofițer al Ordinului este asimilat gradului de căpitan;
- gradul de comandor al Ordinului este asimilat gradului de colonel;
- gradul de mare ofițer al Ordinului este asimilat gradului de general de brigadă;
- gradul de mare cruce al Ordinului este asimilat gradului de general de divizie.